# 642 f.Kr.
| 642 f.Kr.          |
| ------------------ |
| Dødsfald - Fødsler |

--

## Begivenheder
- Ancus Marcius vælges til ny konge af Rom.

## Dødsfald
- Tullus Hostilius, konge af Rom, dør.